# Búza utcai bölcsőde

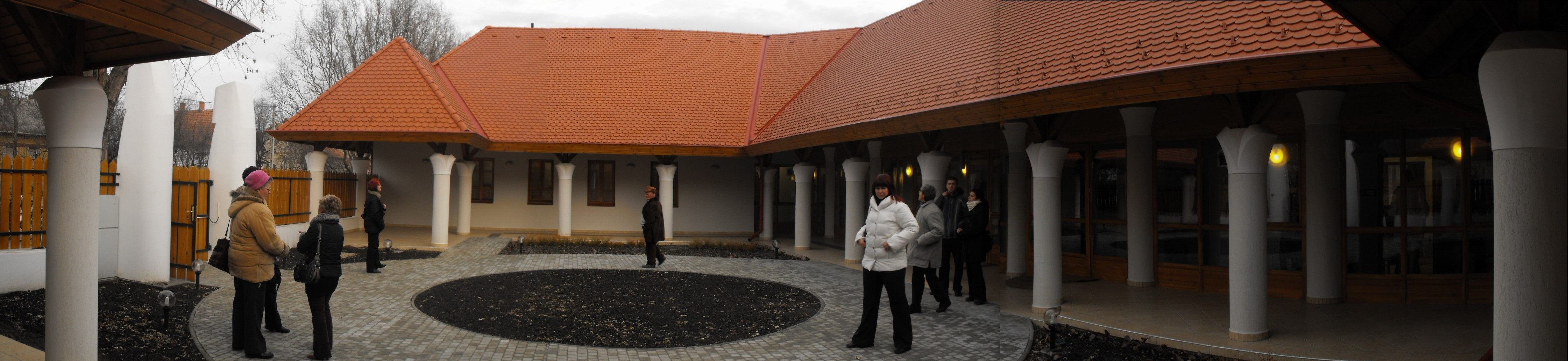
Az épület belső udvara

A Búza utcai bölcsőde egy Makón, Újvároson található bölcsődeépület; a város legfiatalabb ilyen létesítménye. Emellett a térség bölcsődei dolgozóinak képzőközpontjaként is funkcionál; terveit a világhírű organikus építész, Makovecz Imre készítette el.
Makón a 2000-es években már férőhely-problémák jelentkeztek a bölcsődei ellátásban, amit az ellátás utáni igény nagymértékű növekedése okozott; az évtized végére az intézmények már 140%-os kihasználtsággal működtek. A város önkormányzata ezért 2008-ban pályázatot nyújtott be a Dél-alföldi Operatív Programhoz egy új bölcsődeépület építésére - helyszínként az újvárosi római katolikus templom tőszomszédságában található Búza utcai régi iskolaépület területét választották ki. Az épület jelenleg 40 gyermek befogadására alkalmas, de az igényeknek megfelelően a bölcsőde további 40 férőhellyel bővíthető; a teljes alapterület közel 1000 m².
A pályázatot támogatásban részesítették, a támogatási szerződést 2010. február 16-án írták alá. Az épületet akadálymentesre tervezték, a benne kialakított multifunkciós előadóterem révén térségi szakmai központtá válhat. Az energiatakarékos építészeti megoldások mellett gondot fordítottak a szelektív hulladékgyűjtés és kerékpártárolók kialakítására is az épület közvetlen közelében. A kertépítészeti kiviteli terv Buella Mónika vezető tervező nevéhez fűződik.
A beruházáshoz szükséges összeg túlnyomó többségét (200 millió forint) az Európai Unió adta, a város ehhez 28 millió Ft-os kötelező tízszázalékos önerőt tett hozzá, és ezt még kiegészítette plusz 50 millió Ft-tal. A bontási munkálatok 2010 júniusára befejeződtek. A kivitelezés jogát a Bodrogi Bau Kft. nyerte el; az építkezés befejezésének tervezett határideje 2011 szeptembere volt, az épületet végül három hónapos csúszással, december 13-án avatták föl. Az épület elnyerte a  „2011 legszebb homlokzata” címet középület kategóriában; a kitüntetés odaítéléséről egy 10 főből álló szakmai zsűri határozott.